# Molophilus (Molophilus) paulus
Molophilus (Molophilus) paulus is een tweevleugelige uit de familie steltmuggen (Limoniidae). De soort komt voor in het Nearctisch gebied.